# Tadashi Agi
Pour les articles homonymes, voir Tadashi et Agi.
樹林・伸 (亜樹・直)
Œuvres principales
- Psychometrer Eiji
- Les Enquêtes de Kindaichi
- GetBackers
- Les Gouttes de Dieu

Tadashi Agi (亜樹 直, Agi Tadashi), né Shin Kibayashi (樹林 伸, Kibayashi Shin) le 22 juillet 1962 à Tokyo, est un écrivain et scénariste japonais de manga et de cinéma.

## Biographie
Shin Kibayashi étudie au lycée Musashi (武蔵) de la préfecture de Tokyo puis à l'université Waseda, où il obtint un diplôme de sciences économiques et politique. En 1987, il rentre chez l'éditeur Kōdansha dans la section éditorial du magazine Weekly Shōnen Magazine.
À partir de 1992, il participe en tant que scénariste sur le manga Les Enquêtes de Kindaichi, puis devient scénariste de plusieurs mangas, principalement policiers, qui paraissent dans les magazines de Kōdansha et plus particulièrement dans le Weekly Shōnen Magazine.
En 2003, il reçoit le Prix du manga de l'éditeur Kōdansha, catégorie shōnen, avec Masashi Asaki pour Kunimitsu no matsuri (クニミツの政, litt. Les Lois de Kunimitsu).

## Pseudonymes
Il utilise également les noms de plume suivants :
- Yūma Andō (安童・夕馬, Andō Yūma?),
- Yūya Aoki (青樹・佑夜, Aoki Yūya?),
- Seimaru Amagi (天樹・征丸, Amagi Seimaru?),
- Jōji Arimari (有森・丈時, Arimari Jōji?),
- Hiroaki Igano (伊賀・大晃, Igano Hiroaki?),
- ou simplement S.K ou Kibayashi (キバヤシ?).

Il partage le pseudonyme Tadashi Agi avec sa sœur Yuko.

## Principales œuvres

### Manga
- Les Enquêtes de Kindaichi (1992-2001) (scénariste sur certaines enquêtes et auteur des huit light novel dérivés)
- Psychometrer Eiji avec Masashi Asaki (1996-2000, 25 tomes) (scénario)
- GetBackers avec Rando Ayamine (1999-2007, 39 tomes) (scénario)
- Détective Academie Q avec Fumiya Satō (2001-2005, 22 tomes) (scénario)
- Monkey Typhoon avec Romu Aoi (2001-2002, 7 tomes) (scénario)
- Remote avec Tetsuya Koshiba (2002-2004, 10 tomes) (scénario)
- Les Gouttes de Dieu avec Shu Okimoto (2004-2014, 44 tomes) (scénario)
- Shibatora avec Masashi Asaki (2007-2009, 15 tomes) (scénario)
- Bloody Monday avec Megumi Kouji (2007-2009, 11 tomes) (scénario)
- Psycho Busters avec Ikinari Nao (2006-2009, 7 tomes) (scénario)
- Area no kishi avec Kaya Tsukiyama (2006-2017, 57 tomes) (scénario)
- Kaitō Le Vin avec Shu Okimoto (2014-2015, 2 tomes) (scénario)

### Jeu vidéo
- Fire Emblem Fates sur Nintendo 3DS, 2015 (scénario)[1].

## Récompenses
- 2011 : Chevalier de l'Ordre des Arts et des Lettres avec sa sœur Yuko. Décoration remise par Frédéric Mitterrand à Tokyo le 15 juillet 2011[2],[3].